# 個人情報保護委員會
個人情報保護委員會（日语：／ Gojin jōhō hogo i'inkai */?）是日本的行政機關。作為內閣府的外局，是由內閣總理大臣所轄之行政委員會。2016年（平成28年）1月1日依個人情報保護法設立。
其前身為2014年（平成26年）1月1日設立的特定個人情報保護委員會。

## 沿革
- 2014年（平成26年）1月1日 - 內閣府外局「特定個人情報保護委員會」成立。
- 2016年（平成28年）1月1日 - 改組為「個人情報保護委員會」[1]。

## 內部組織
- 個人情報保護委員會
  - 委員長（參眾兩議院同意後由內閣總理大臣任命。薪資與大臣政務官同等。）
  - 委員（八人。其中四人專任，四人非專任。參眾兩議院同意後由內閣總理大臣任命。）
- 事務局
  - 事務局長
    - 總務課
    - 參事官（2人）

## 委員長及委員
- 委員會由委員長與委員8人組成，任期5年，可再任。
- 委員長及委員需獲得參眾兩議院同意後由內閣總理大臣任命。
- 委員長及委員為對於個人資訊保護及正確有效使用具有專業學識經驗者、對於消費者保護具有充分知識與經驗者、具有資訊處理技術相關學識經驗者、對於特定個人資訊利用的行政領域具有學識經驗者、民間企業實務具有十分知識與經驗者，並獲得地方六團體（日语：地方六団体）推薦。

### 歷代委員長
| 代 | 姓名       | 在任期間                                                  | 備註             |
| -- | ---------- | --------------------------------------------------------- | ---------------- |
| 1  | 堀部政男   | 2014年（平成26年）1月1日 - 2018年 (平成30年) 12月31日現職 | 一橋大学名誉教授 |
| 2  | 嶋田實名子 | 2019年（平成31年）1月1日 - 2019年 (令和元年) 9月30日      | 原花王理事       |
| 3  | 丹野美繪子 | 2019年 (令和元年) 11月29日 - 現職                         | 國民生活中心理事 |

### 歷代委員
| 特定個人情報保護委員會委員 | 特定個人情報保護委員會委員 | 特定個人情報保護委員會委員 | 特定個人情報保護委員會委員 | 特定個人情報保護委員會委員 | 特定個人情報保護委員會委員 | 特定個人情報保護委員會委員 | 特定個人情報保護委員會委員 | 特定個人情報保護委員會委員 |
| 任命年月日等               | 姓名                       | 姓名                       | 姓名                       | 姓名                       | 姓名                       | 姓名                       | 姓名                       | 姓名                       |
| -------------------------- | -------------------------- | -------------------------- | -------------------------- | -------------------------- | -------------------------- | -------------------------- | -------------------------- | -------------------------- |
| 2014年（平成26年）1月1日   | 堀部政男 （專任）          | -                          | -                          | -                          | 手塚悟 （非專任）          | -                          | -                          | -                          |
| 2015年（平成27年）1月1日   | 堀部政男 （專任）          | 嶋田實名子 （專任）        | -                          | -                          | 手塚悟 （非專任）          | 加藤久和 （非專任）        | -                          | -                          |
| 個人情報保護委員會委員     |                            |                            |                            |                            |                            |                            |                            |                            |
| 2016年（平成28年）1月1日   | 阿部孝夫 （專任）          | 嶋田實名子 （專任）        | -                          | -                          | 手塚悟 （非專任）          | 加藤久和 （非專任）        | -                          | -                          |
| 2016年（平成28年）2月1日   | 阿部孝夫 （專任）          | 嶋田實名子 （專任）        | 熊澤春陽 （專任）          | 丹野美繪子 （專任）        | 手塚悟 （非專任）          | 加藤久和 （非專任）        | 大瀧精一 （非專任）        | 宮井真千子 （非專任）      |
| 2019年（平成31年）1月1日   | 小川克彦 （專任）          | 中村玲子 （專任）          | 熊澤春陽 （專任）          | 丹野美繪子 （專任）        | 藤原静雄 （非專任）        | 加藤久和 （非專任）        | 大瀧精一 （非專任）        | 宮井真千子 （非專任）      |

## 外部連結
- 個人情報保護委員會 （页面存档备份，存于）